# 玉带河 (黄河)
玉带河，是位于中华人民共和国山东省济南市的一条黄河支流。

## 干流
玉带河发源于山东省济南市平阴县孔村镇西南部山区，向北流经玫瑰镇，在玫瑰镇外山村流入黄河。

## 流域
玉带河全长27.5千米。